# Lucho Plátano
Luis Ignacio Vásquez Villenas (Santiago, 5 de mayo de 2002), más conocido como «Lucho Plátano», es un ladrón de autos y asesino en serie chileno actualmente detenido por cuatro asesinatos ocurridos en la Región Metropolitana de Santiago entre mayo de 2022 y enero de 2023, terminando con el asesinato de Daniel Valdés Donoso, comisario de la Policía de Investigaciones de Chile (PDI). Mientras estaba prófugo, fue declarado por la justicia como el “más buscado de Chile”.

## Carrera criminal
Durante su periodo como líder de orden organizado, típicamente reclutaba a menores de edad de su comuna, La Granja, conocida como "Los Parra", para ayudarlo en robarse vehículos estacionados en los ingresos de viviendas. Según el testimonio de su pareja, María Jesús Fernández Uribe, era reconocido en su comuna, siendo un modelo admirable para sus seguidores.
El 24 de mayo de 2022, Vásquez y su banda intentaron robarse el auto de Matías Ortega Yáñez, pero, tras enfrentar una lucha con Ortega, que terminó con un disparo en su pierna, los atacantes huyeron. Esa misma noche, asesinaron un amigo de Ortega, José Ignacio Bórquez Zapata, quien estaba viviendo con una traficante de la zona. Días después, le dio muerte a Giovanni Óscar Araneda Cofré, quien se había peleado anteriormente con su primo Danilo Moya Araneda, amigo cercano de Vásquez, sobre una suma de dinero ganado en un robo. Su tercer asesinato, ocurrió el 17 octubre, cuando le disparó fatalmente a Vito Luciano Osses Reyes. Tras recibir testimonio de los hechos ocurridos, los cuales también implicaron a un menor de edad, se convirtió en un personaje rebuscado nacionalmente por las fuerzas investigativas.
El 12 de diciembre de ese mismo año, hubo un atentado en contra de su vida por parte de una mafia enemiga, pero confundieron el grupo de Vásquez con un grupo de 4 jóvenes inocentes, terminando la vida los cuatro.

### Homicidio de Daniel Valdés
En el 17 de enero de 2023, Vásquez intentó robarse el auto perteneciente a Daniel Valdés Donoso. Tras ver el robo ocurriendo, Valdés levantó su polera para dispararle a Vásquez con su arma asignada por la Policía de Investigaciones (PDI), pero este le disparó cuatro veces en el rostro, matándolo. De acuerdo al chofer de Vásquez, Gabriel Inostroza Morales, se dio cuenta de que Valdés era un comisario de la PDI solo después del asesinato. Vásquez pasó las próximas tres semanas escondiéndose de las autoridades en el departamento de su pareja, ubicado en la comuna de San Ramón. Tras los eventos, intentó vender el arma de Valdés.

## Detención
Fue capturado y detenido por la misma PDI, en una colaboración entre sus brigadas de homicidios, de robos y focos criminales, de antinarcóticos y crimen organizado, y la de reacción táctica el 8 de febrero, tras pasar 22 días en escondite.
Tras ser detenido, tres personas pertenecientes a la banda callejera de Vásquez, incluyendo su chofer personal y su pareja, fueron formalizados como encubridores. Actualmente está bajo prisión preventiva en el módulo de alta seguridad de la Cárcel de Rancagua bajo los cargos de robo simple, robo con intimidación, hurto de bienes de uso público, homicidios frustrados y homicidios consumados.